# 通報 (学術雑誌)

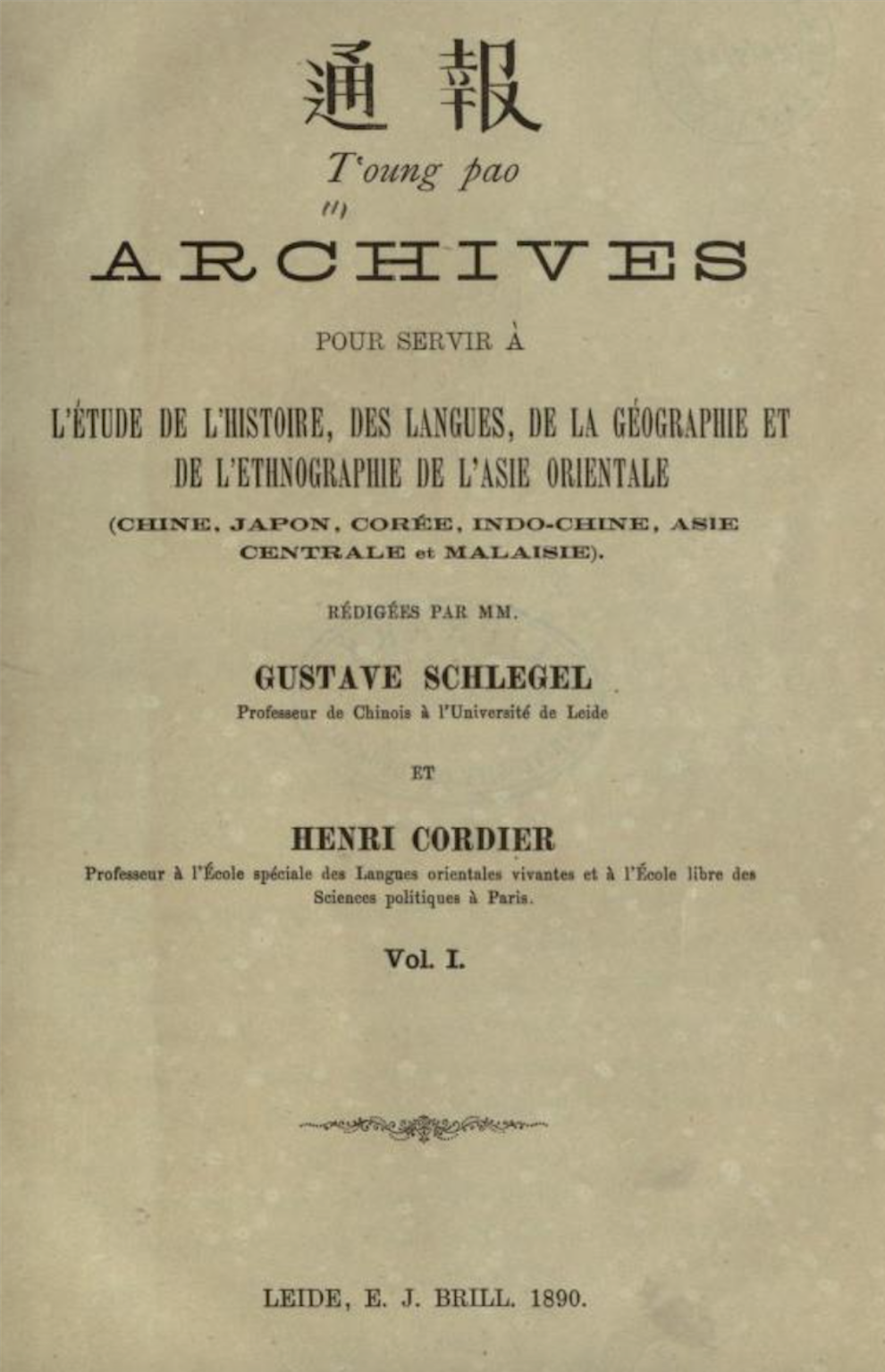
『通報』第1期(1890)

『通報』(T’oung Pao , 中国語: 通报 , 拼音：Tōngbào)は、1890年に創刊された初めての中国学の学術雑誌である。

## 概要
当初の雑誌名は、『通報―アジアオリエンタル(中国、日本、朝鮮、インドシナ、中央アジア及びマレーシア)の歴史、言語、地理及び民族に関する研究の為の記録』(T’oung Pao ou Archives pour servir a l’etude de l’histoire, des langues, la geographie et l’ethnographie de l’Asie Orientale (Chine, Japon, Coree, Indo-Chine, Asie Centrale et Malaisie))である。ライデンの出版社ブリル(Brill)から刊行されている。
フランスとオランダからひとりずつが編集長をつとめる。アンリ・コルディエとグスタフ・シュレーゲルが当初の編集責任者を務めた。雑誌の有名な編集者・寄稿者にはポール・ペリオやエドゥアール・シャヴァンヌ等がいた。
「通報」とは、中国語で「発布・告示」を意味し、科学研究の状況や成果を報道する学術雑誌名に用いられる。